# Virginie Pouchain
Virginie Pouchain (Saint-Montan, 1980) is een Franse zangeres, die tevens kapster is. Ze woont in het departement Ardèche, in het zuiden van Frankrijk.

## Eurovisiesongfestival
Op 14 maart 2006 werd de 26-jarige Virginie geselecteerd door de kijkers van France 3 en een jury (voorgezeten door Charles Aznavour) om Frankrijk te vertegenwoordigen tijdens het Eurovisiesongfestival 2006.
Virginie Pouchain moest, om deel te kunnen nemen aan het Eurovisiesongfestival eerst een aantal voorrondes en selecties doorkomen. Uiteindelijk zong Virginie in de finale van het nationale songfestival Céline Dion's hit Pour que tu m'aimes encore. Hierna werd ze verkozen om voor Frankrijk aan het Eurovisiesongfestival mee te doen.
In Athene, waar het songfestival in 2006 plaatsvond, trad Virginie aan met het lied Il était temps. Dit lied, geschreven door de Freiburgse zanger Corneille, werd speciaal voor die gelegenheid gecomponeerd. Het werd echter geen groot succes; Virginie eindigde teleurstellend op de 22e plaats met 5 punten.